# آندرس نوکیونی
آندرس نوکیونی (انگلیسی: Andrés Nocioni؛ زادهٔ ۳۰ نوامبر ۱۹۷۹) یک بازیکن بسکتبال اهل آرژانتین است.
از باشگاه‌هایی که در آن بازی کرده‌است می‌توان به شیکاگو بولز و ساکرامنتو کینگز اشاره کرد.